# Rajo (Gemeinde)
Rajo (bzw. Radjou oder Rājū, kurdisch Reco [rəɟo]; arabisch راجو Rādschū, DMG Rāǧū) ist eine Kleinstadt im Distrikt Afrin im Gouvernement Aleppo im Nordwesten Syriens. Rajo ist außerdem der Hauptort des Unterdistriktes Rajo (Nahiya).
Rajo liegt etwa 20 Kilometer nordwestlich von Afrin auf der Hochebene Baylan in der Region Kurd Dagh. Der Ort hat knapp 4000 Einwohner und ist der Sitz der gleichnamigen Nahiya mit etwa 65 Dörfern bzw. Höfen. Dieser Unterdistrikt hat etwa 67.000 Einwohner und eine Fläche von 352 km².
Der Name Rajo geht auf die gleichnamige kurdische Familie des Stammes (Eşiret) Schaykh(k)an zurück. Rajo liegt seit 1912 an der Linie der Bagdadbahn.
Türkische Truppen besetzten den Ort am 3. März 2018 im Zuge der türkischen Militäroffensive auf Afrin.